# Bregl da Heida
Auf Bregl da Heida im bündnerischen Sagogn stand im 7. Jahrhundert eine frühmittelalterliche, karolingische Saalkirche mit hufeisenförmiger Apsis. Die Anlage stand rund 300 Meter östlich des Dorfteils Vitg Dadò, nahe der Ruine der Burg Schiedberg. Es haben sich nur noch ein paar Grundmauern erhalten. Das Areal ist im Besitz des Kantons Graubünden und steht unter dem Schutz der Schweizerischen Eidgenossenschaft.
Bei der Kirche handelt es sich um die im Testament von Bischof Tello 765 erwähnte Columbanskirche. Es ist zu vermuten, dass S. Columban eine Privatkirche der churrätischen Familie der Viktoriden war, die in der Nähe, auf Bregl, einen grossen Herrenhof besassen, der im Testament detailliert beschrieben wird. Andere schriftliche Quellen sind nicht bekannt.

## Anlage
Der Hof umfasste nebst einem heizbaren Wohnhaus und Ökonomiegebäuden mit Wasserleitung Gemüse- und Obstgärten und Rebberge. Unterirdische Mauerreste, die von S. Columban ausgehen, deuten auf die Dimensionen des Herrenhofes hin. 
Da die Bauern beim Pflügen in jener Gegend immer wieder auf Steine stiessen, wurden zwischen 1965 und 1967 Grabungen durchgeführt. Zum Vorschein kamen Fundamente von Häusern und einer Kirche aus dem 6. oder 7. Jahrhundert mit den Ausmassen von 14,5 auf 7,5 Metern. In karolingischer Zeit wurde im Osten eine hufeisenförmige Apsis angebaut. Im Norden und vermutlich auch im Süden wurden Gebäudeteile angebaut. Die ganze Anlage war von einer Umfassungsmauer umgeben, die ebenfalls in zwei Etappen errichtet wurde. Später wurde die Kirche mehrfach umgebaut und schliesslich profan genutzt. Wann dies genau geschah, warum und wann sie aufgegeben wurde, ist nicht bekannt.
Nach einem Entwurf des Architekten Peter Zumthor wurde Ende der 1960er-Jahre eine Stele errichtet; 2004 wurde sie renoviert.

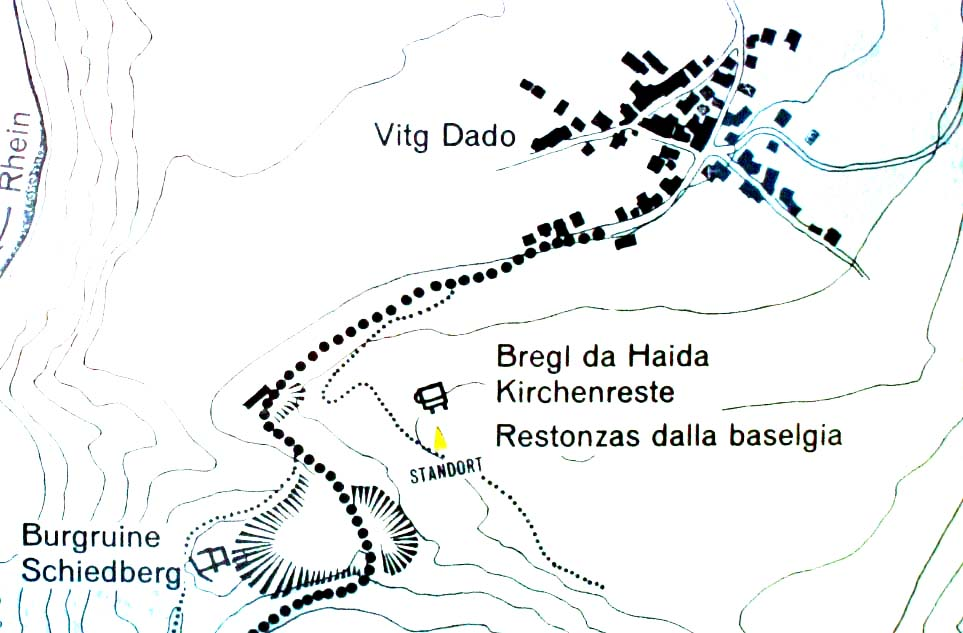
Lageplan
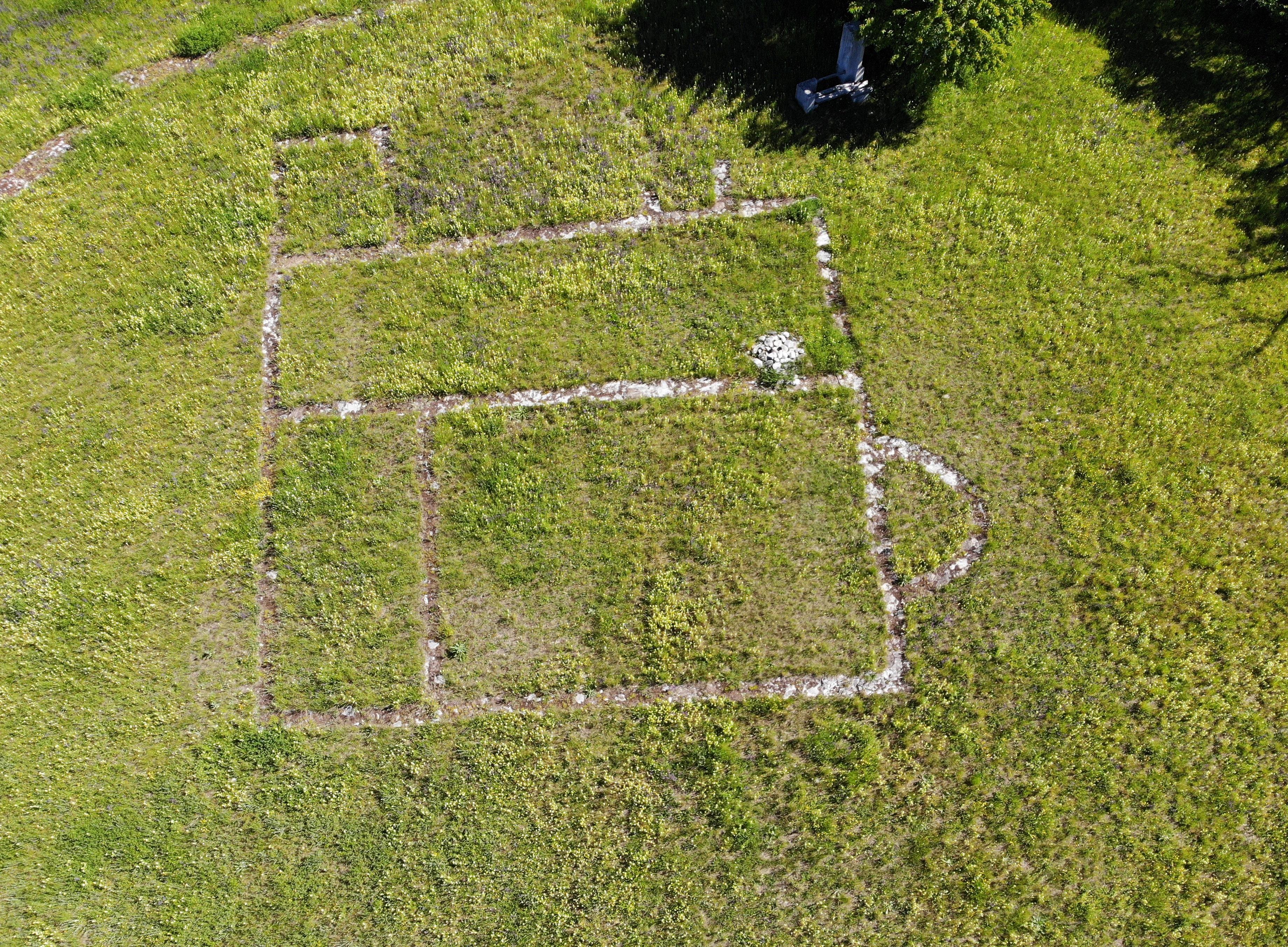
Grundmauern
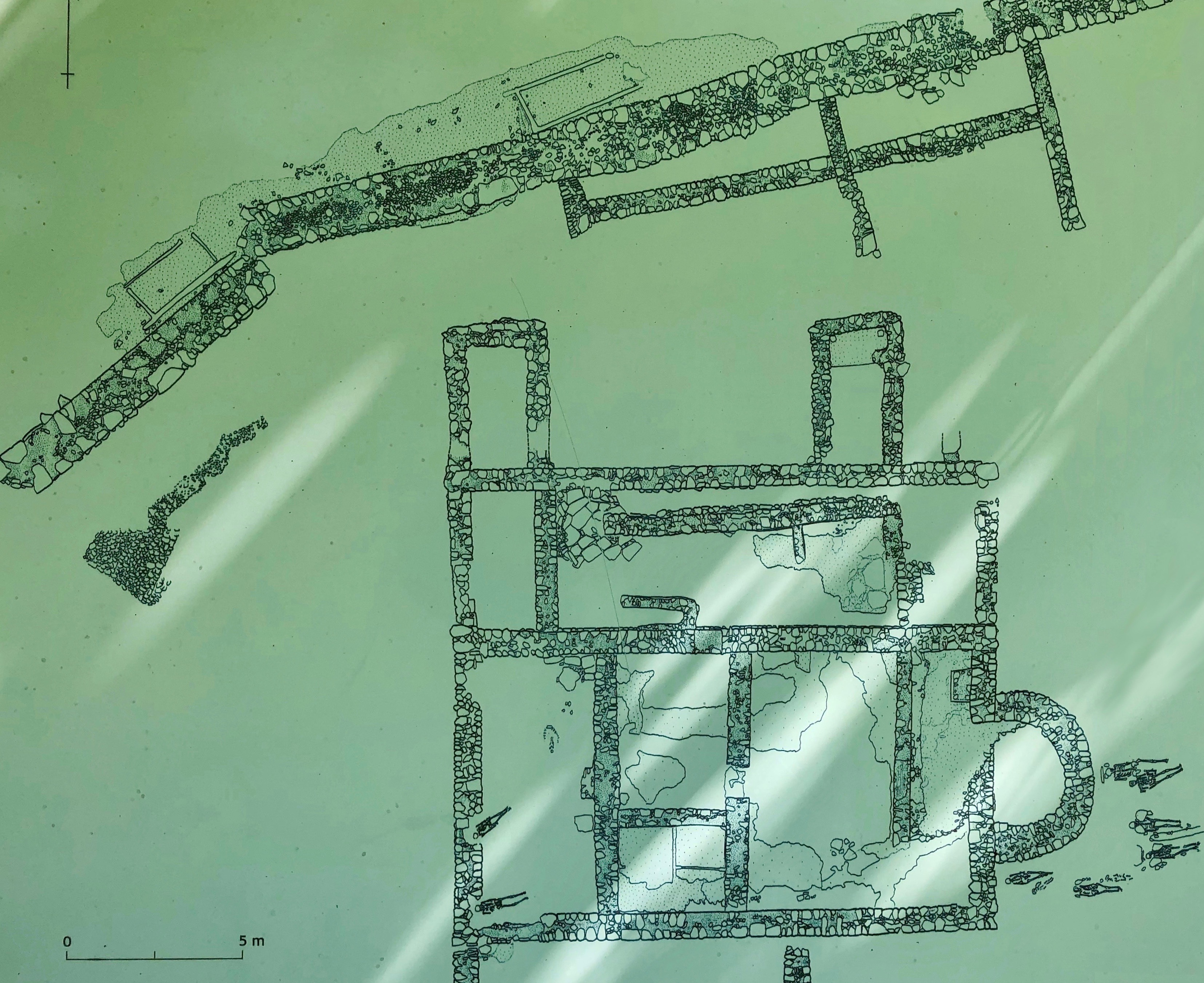
Situationsplan
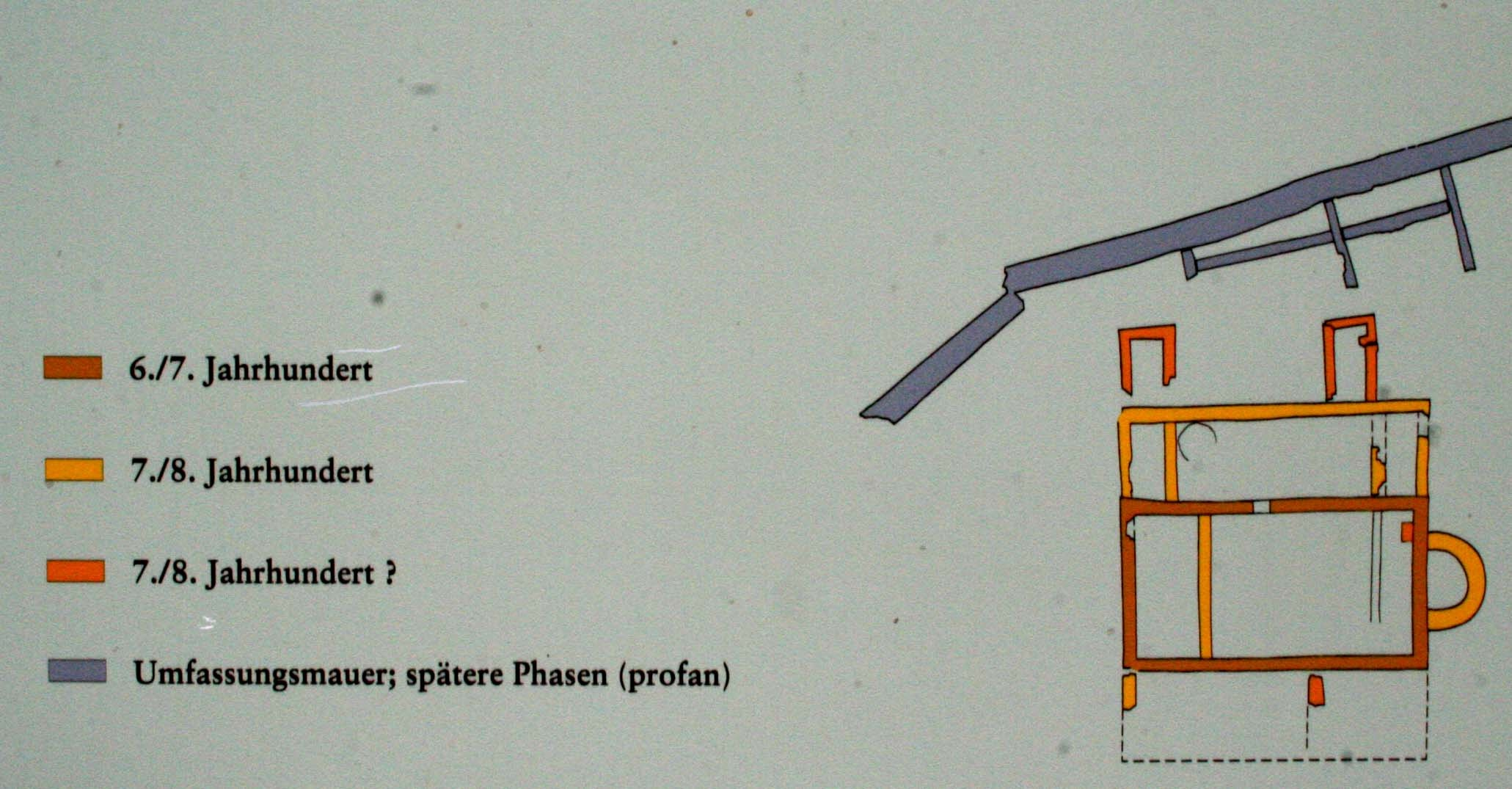
Bauphasen
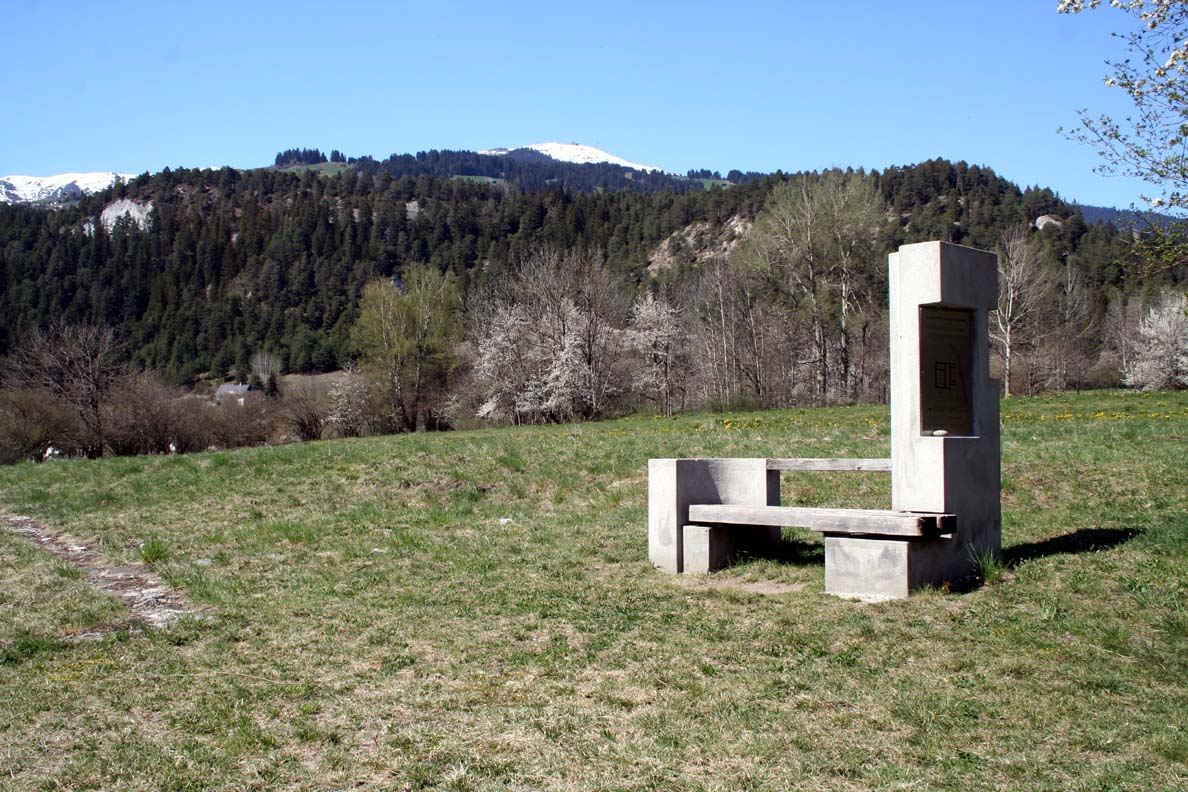
Denkmal